# 17 de novembro
17 de novembro é o 321.º dia do ano no calendário gregoriano (322.º em anos bissextos). Faltam 44 dias para acabar o ano.

## Eventos históricos

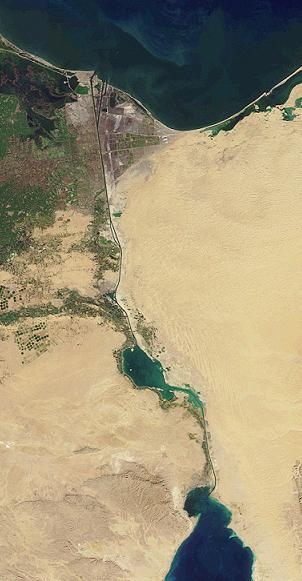
1869: Inauguração do Canal de Suez

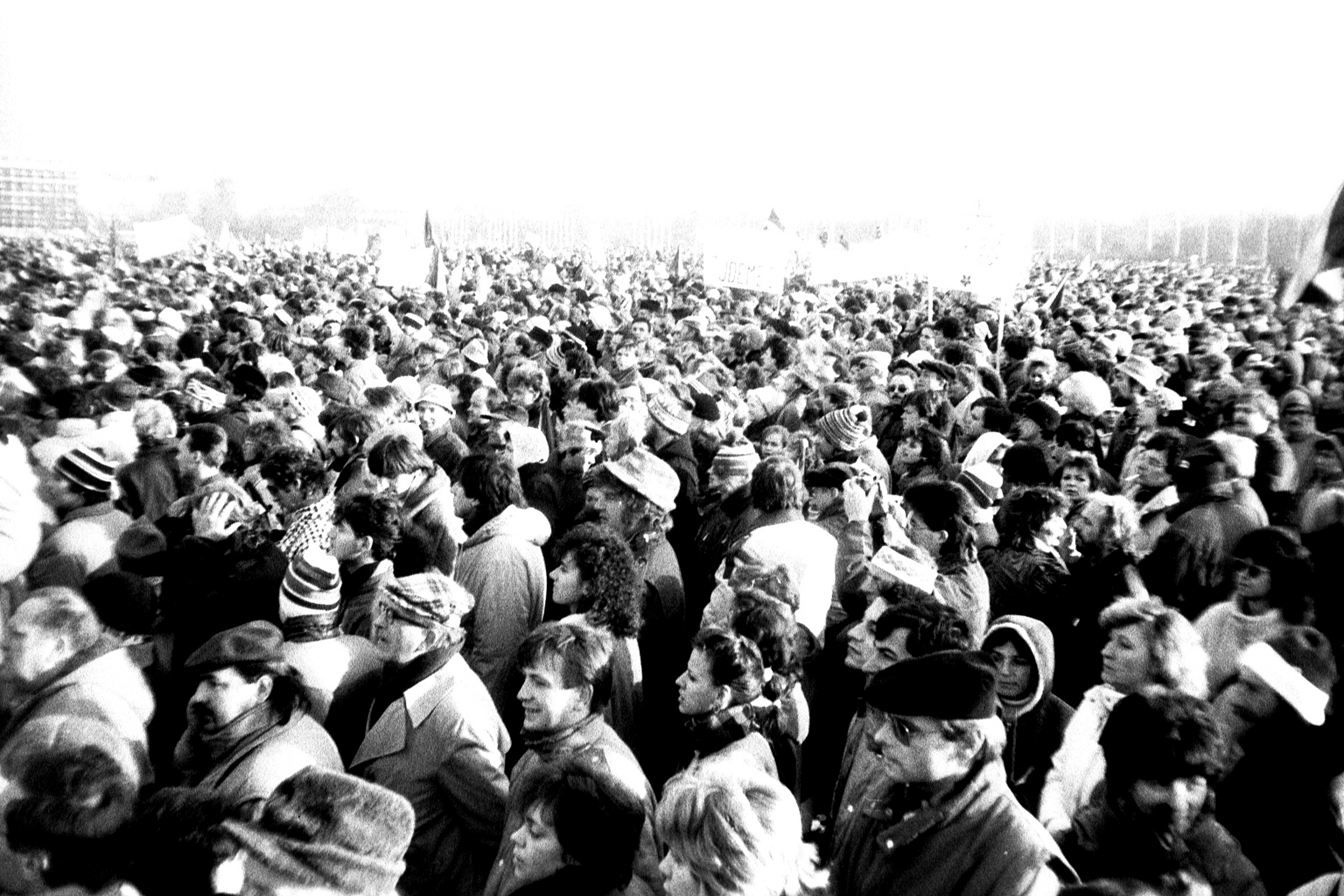
1989: Revolução de Veludo

- 0794 — O imperador japonês Kammu muda de residência de Nara para Quioto.
- 0887 — O Imperador Carlos, o Gordo, é deposto pelos magnatas francos em uma assembleia em Frankfurt. Seu sobrinho Arnulfo da Caríntia é eleito rei da Frância Oriental.
- 1183 — A Batalha de Mizushima tem lugar na costa japonesa onde a força de invasão do samurai Minamoto no Yoshinaka é interceptada e derrotada pelo clã Taira.[1]
- 1292 — João Balliol torna-se rei da Escócia.
- 1405 — Xarife ul-Hāshim de Sulu estabelece o Sultanato de Sulu.
- 1494 — O rei francês Carlos VIII ocupa Florença, Itália.[2]
- 1511 — Henrique VIII de Inglaterra conclui o Tratado de Westminster, uma promessa de ajuda mútua contra os franceses, com Fernando II de Aragão.
- 1558 — Início do Período elisabetano: a Rainha Maria I de Inglaterra morre e é substituída por sua meia-irmã Isabel I.
- 1603 — O explorador, escritor e cortesão inglês Sir Walter Raleigh é julgado por traição.
- 1717 — Início da construção do Convento de Mafra.
- 1796 — Guerras revolucionárias francesas: Batalha da ponte de Arcole: as forças francesas derrotam os austríacos na Itália.
- 1800 — O Congresso dos Estados Unidos realiza sua primeira sessão em Washington, D.C.
- 1810 — A Suécia declara guerra ao seu aliado Reino Unido para iniciar a Guerra Anglo-Sueca, embora nenhum combate ocorra.
- 1811 — José Miguel Carrera, ativista da independência do Chile, é empossado como presidente da Junta Executiva do governo do Chile.
- 1820 — O capitão Nathaniel Palmer se torna o primeiro americano a ver a Antártida (a Península de Palmer é mais tarde nomeada em homenagem a ele).
- 1831 — Equador e Venezuela se separam da República da Colômbia (o país antes da separação é chamado de Grã-Colômbia pelos historiadores para o diferenciar da Colômbia atual, porém na época seu nome oficial era República da Colômbia).
- 1837 — Um terremoto em Valdivia, centro-sul do Chile, causa um tsunami que leva a uma destruição significativa ao Havaí, o que hoje é a Polinésia Francesa e ao longo da costa do Japão.[3]
- 1863 — Guerra Civil Americana: Cerco de Knoxville começa: forças confederadas lideradas pelo general James Longstreet colocam Knoxville, Tennessee, sob cerco.
- 1869 — No Quedivato do Egito, estado autônomo vassalo do Império Otomano, é inaugurado o Canal de Suez, que liga o Mar Mediterrâneo ao Mar Vermelho.
- 1875 — Fundação oficial da Sociedade Teosófica.
- 1878 — Primeira tentativa de assassinato contra o Rei Umberto I da Itália pelo anarquista Giovanni Passannante, que estava armado com um punhal. O rei sobreviveu com um leve ferimento no braço. O primeiro-ministro Benedetto Cairoli bloqueou o agressor, recebendo uma lesão na perna.
- 1885 — Guerra Servo-Búlgara: Começa a decisiva Batalha de Slivnitsa.
- 1889 — Proclamação da República: a família imperial brasileira parte para o exílio na Europa.
- 1889 — Por protestarem contra a Proclamação da República, ex-escravos do Maranhão são mortos por tropas republicanas no Massacre de 17 de novembro.
- 1894 — H. H. Holmes, um dos primeiros assassinos em série modernos, é preso em Boston, Massachusetts.
- 1895 — Fundação do Clube de Regatas do Flamengo.
- 1903
  - Assinatura do Tratado de Petrópolis: o Acre é anexado pelo Brasil.
  - O Partido Operário Social-Democrata Russo divide-se em dois grupos: bolcheviques (russo para "maioria") e mencheviques (russo para "minoria").
- 1905 — A Coreia é declarada um protetorado do Império do Japão.
- 1922 — Queda do Império Otomano, último sultão, Maomé VI, deixou o país.
- 1947
  - Guerra Fria: Screen Actors Guild implementa um juramento de lealdade anticomunista.
  - Os cientistas americanos John Bardeen e Walter Houser Brattain observam os princípios básicos do transistor, um elemento chave para a revolução eletrônica do século XX.
- 1950
  - A Organização das Nações Unidas reconhecem a independência da Líbia.
  - É adotada a Resolução 89 do Conselho de Segurança das Nações Unidas, relativa à questão da Palestina.
  - Lhamo Dondrub é oficialmente nomeado o 14º Dalai Lama.
- 1968 — A British European Airways apresenta o BAC 1-11 em serviço comercial.
- 1969 — Guerra Fria: negociadores da União Soviética e dos Estados Unidos se reúnem em Helsinque, Finlândia, para iniciar as negociações do SALT I, com o objetivo de limitar o número de armas estratégicas de ambos os lados.
- 1970
  - Douglas Engelbart patenteia o primeiro mouse de computador.
  - Programa Luna: a União Soviética pousa o Lunokhod 1 no Mare Imbrium (Mar de Chuvas) na Lua. Este é o primeiro robô itinerante de controle remoto a pousar em outro mundo e é lançado pela sonda Luna 17, em órbita.
- 1973 — A revolta politécnica de Atenas contra o regime militar termina em derramamento de sangue na capital grega.
- 1983 — No México, o Exército Zapatista de Libertação Nacional é fundado.
- 1986 — A tripulação do voo 1628 da Japan Airlines se envolve em um incidente de avistamento de OVNI enquanto sobrevoava o Alasca.
- 1989 — Guerra Fria: início da Revolução de Veludo: na Tchecoslováquia, uma manifestação estudantil em Praga é reprimida pela polícia de choque. Isso desencadeia uma revolta que visa derrubar o governo comunista (que ocorre em 29 de dezembro).
- 1990 — Fugendake, parte do complexo vulcânico do Monte Unzen, prefeitura de Nagasaki, Japão, volta a ficar ativo e entra em erupção.
- 1993
  - A Câmara dos Deputados dos Estados Unidos aprova uma resolução para criar o Tratado Norte-Americano de Livre Comércio.
  - Na Nigéria, o general Sani Abacha derruba o governo de Ernest Shonekan em um golpe militar.
- 1997 — Em Luxor, Egito, 62 pessoas são mortas por seis militantes islâmicos do lado de fora do Deir Elbari, conhecido como massacre de Luxor.
- 2006 — A Sony lança seu videogame nos Estados Unidos, o PlayStation 3.
- 2012 — Pelo menos 50 crianças em idade escolar morrem em um acidente em um cruzamento ferroviário perto de Manfalut, Egito.
- 2013 — Cinquenta pessoas morrem quando o voo Tatarstan Airlines 363 cai no aeroporto de Kazan, na Rússia.
- 2016 — É deflagrada pela Polícia Federal do Brasil a Operação Calicute, que teve como principal alvo a prisão do ex-governador do Estado do Rio de Janeiro, Sérgio Cabral Filho.
- 2019
  - O primeiro caso conhecido de COVID-19 é atribuído a um homem de 55 anos que visitou um mercado em Wuhan, província de Hubei, China.

## Nascimentos

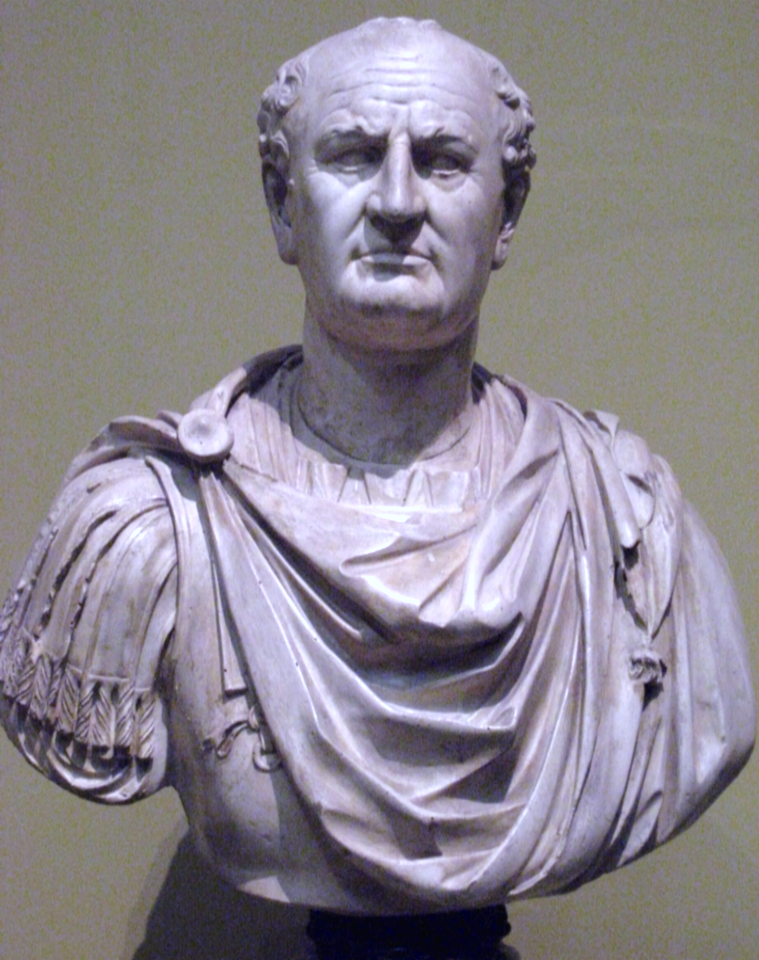
Vespasiano

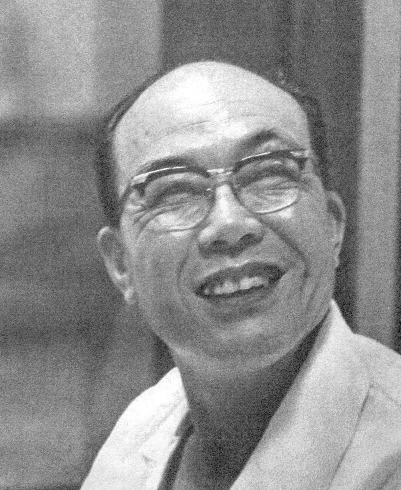
Soichiro Honda

Rachel de Queiroz

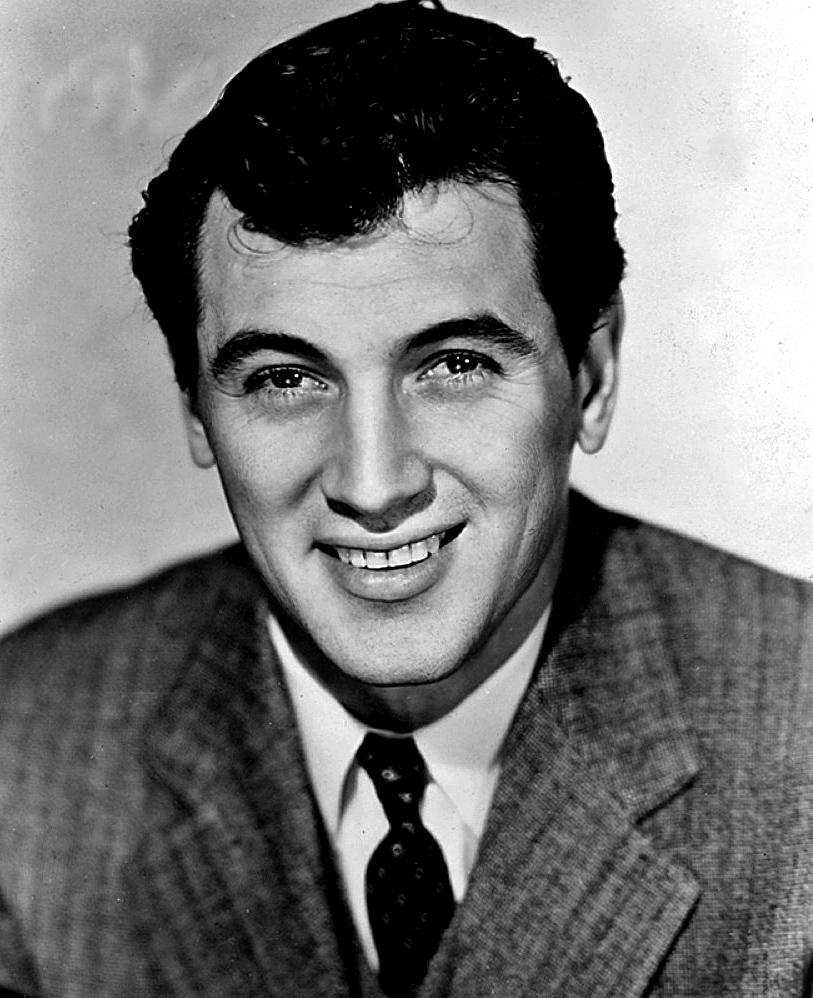
Rock Hudson

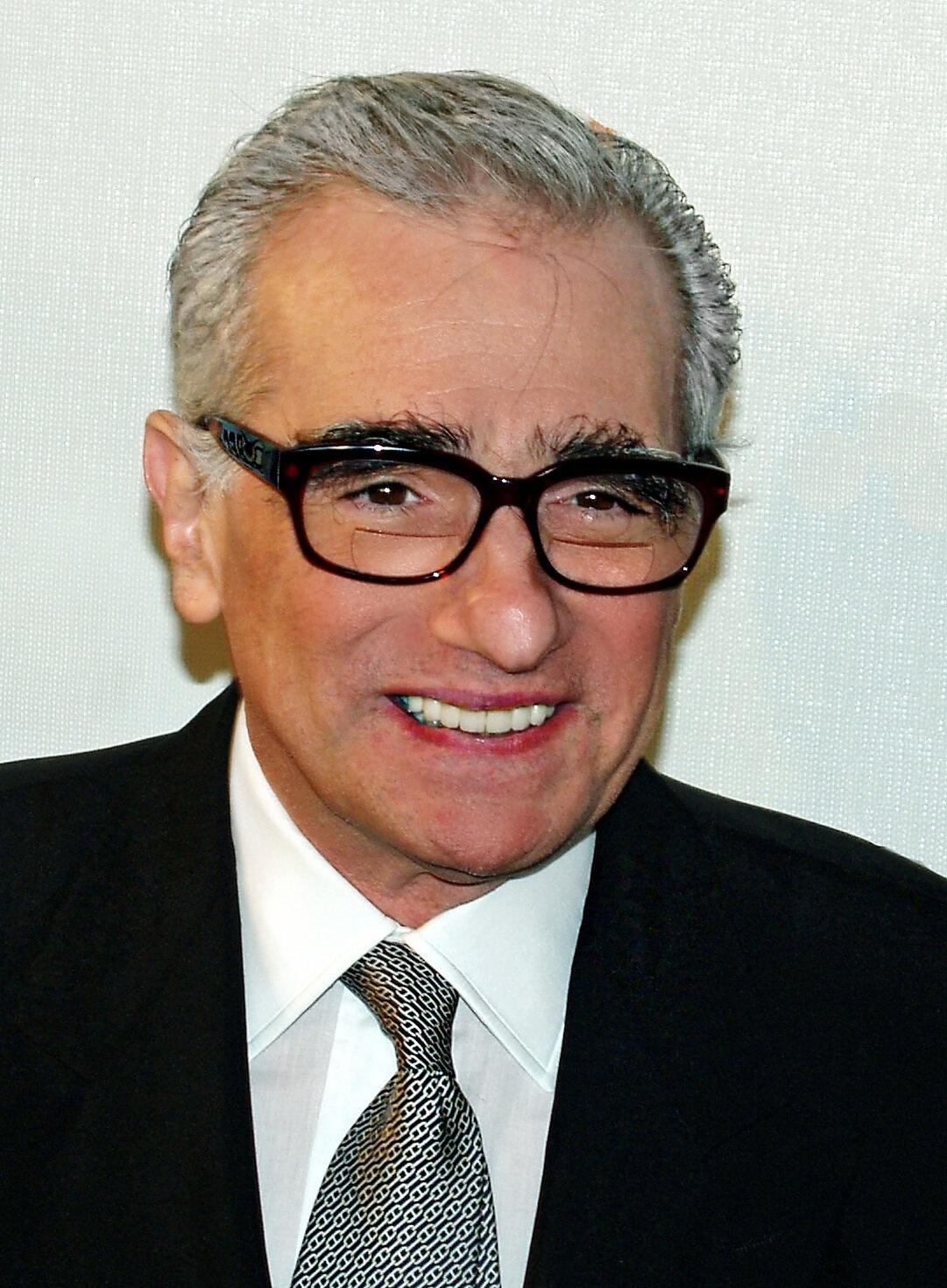
Martin Scorsese

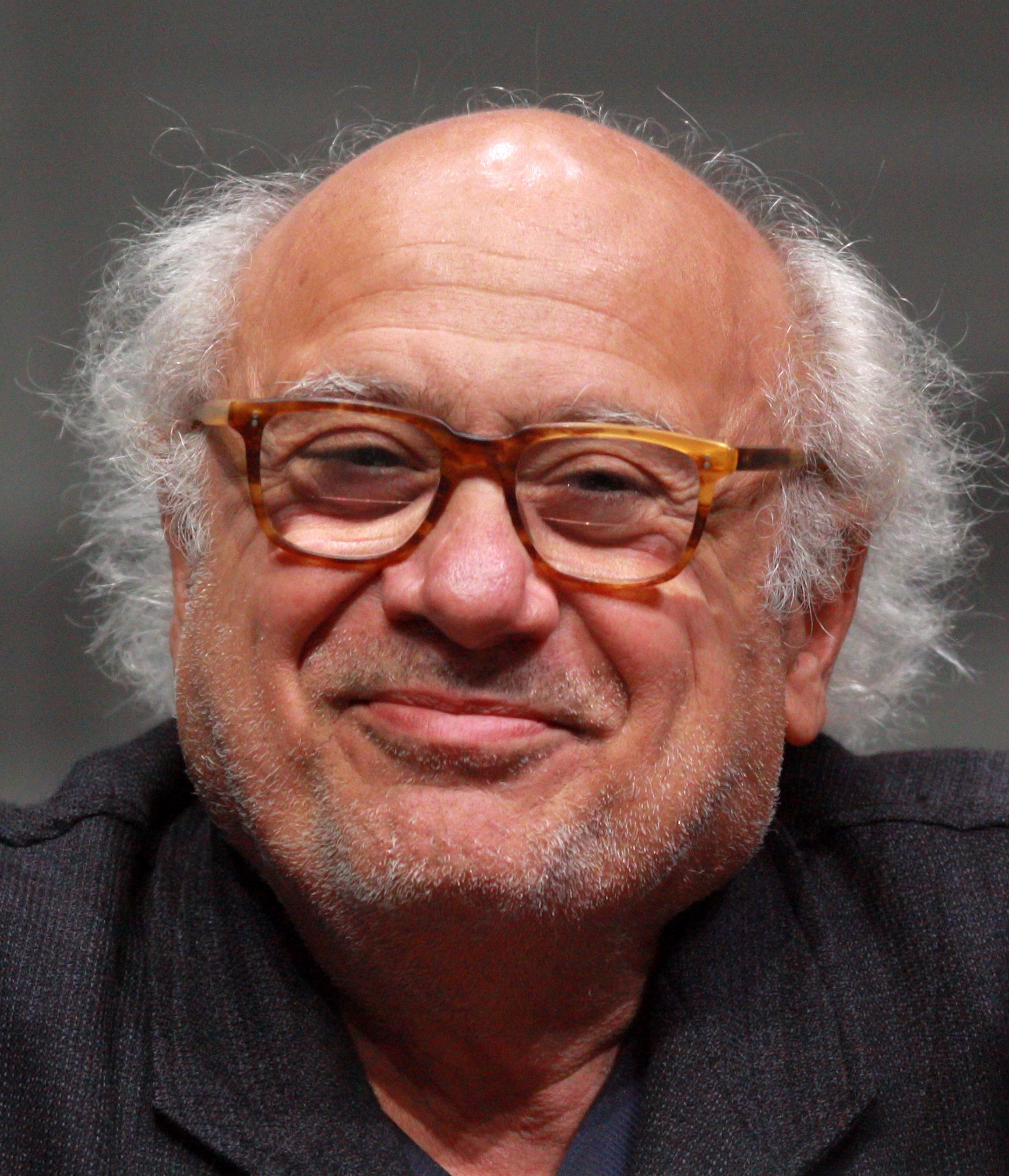
Danny DeVito

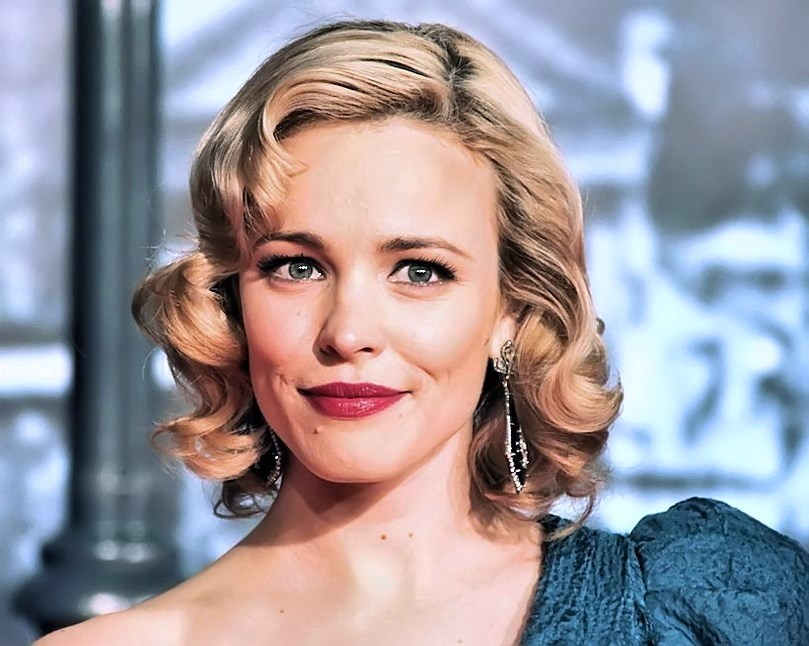
Rachel McAdams

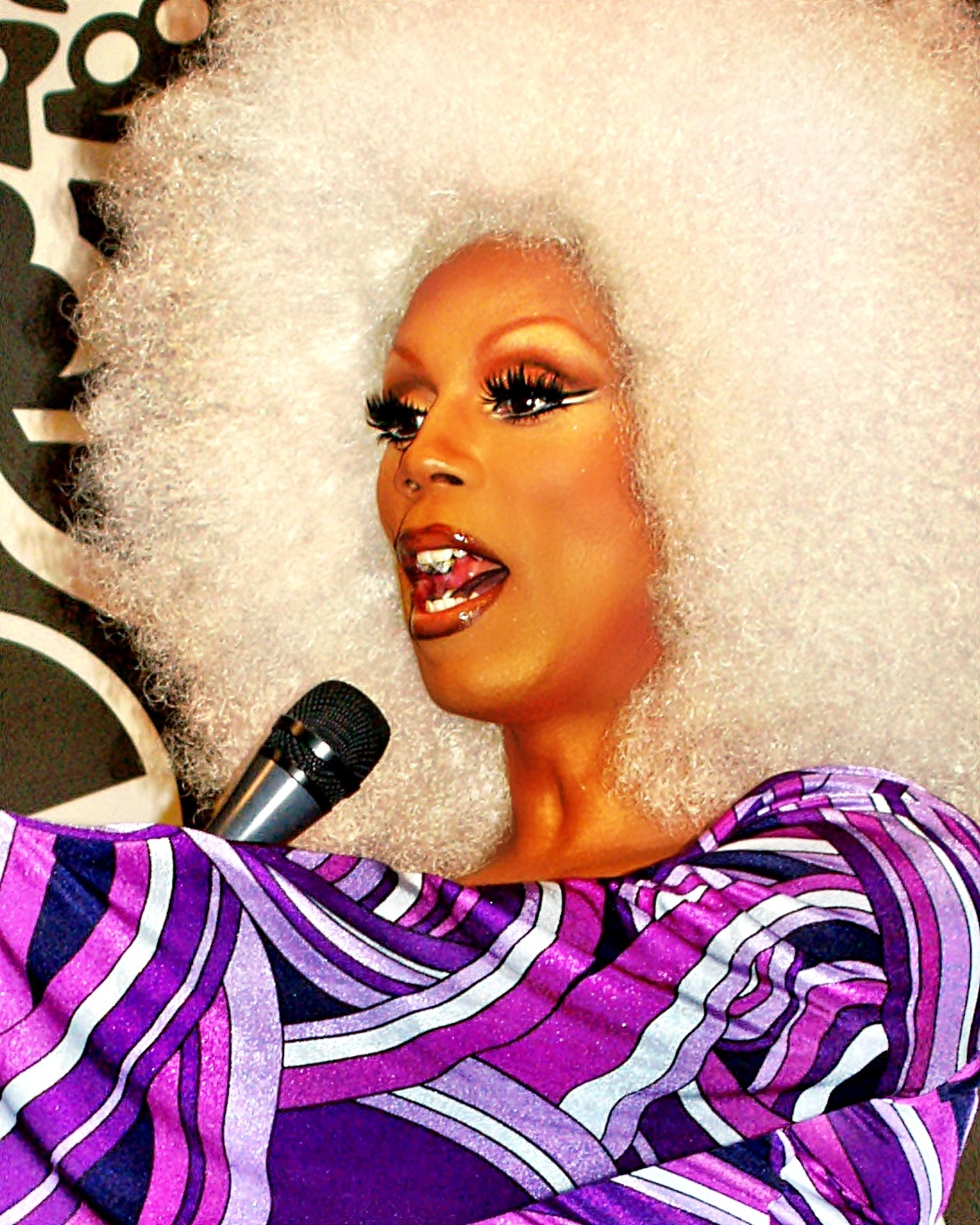
RuPaul

### Anteriores ao século XIX
- 0009 — Vespasiano, imperador romano (m. 79).
- 1412 — Zanobi Strozzi, pintor italiano (m. 1468).
- 1433 — Fernando de Portugal, Duque de Beja (m. 1470).
- 1503 — Agnolo Bronzino, pintor italiano (m. 1572).
- 1587 — Joost van den Vondel, dramaturgo e poeta holandês (m. 1679).
- 1729 — Maria Antônia de Bourbon, rainha da Sardenha (m. 1785).
- 1749 — Nicolas Appert, inventor francês (m. 1841).
- 1769 — Carlota Jorgina de Mecklemburgo-Strelitz (m. 1818).
- 1755 — Luís XVIII de França (m. 1824).
- 1787 — António José de Lima Leitão, médico, político e escritor português (m. 1856).
- 1790
  - August Ferdinand Möbius, matemático alemão (m. 1868).
  - Marechal Saldanha, militar português (m. 1876).
- 1800 — Achille Fould, financista e político francês (m. 1867).

### Século XIX
- 1816 — August Wilhelm Ambros, compositor e musicólogo austríaco (m. 1876).
- 1831 — Manuel Antônio de Almeida, jornalista, cronista e romancista brasileiro (m. 1861).
- 1857 — Joseph Babinski, médico francês (m. 1932).
- 1875 — Gregório da Fonseca, militar e escritor brasileiro (m. 1934).
- 1881 — Alfredo Balena, farmacêutico, médico e humanista brasileiro (m. 1945).
- 1887 — Bernard Law Montgomery, oficial britânico (m. 1976).
- 1896 — Lev Vygotsky, psicólogo russo (m. 1934).
- 1899
  - Douglas Shearer, engenheiro canadense-americano (m. 1971).
  - Edna Murphy, atriz estadunidense (m. 1974).

### Século XX

#### 1901–1950
- 1901 — Lee Strasberg, ator e cineasta ucraniano-americano (m. 1982).
- 1902 — Eugene Wigner, matemático e físico húngaro (m. 1995).
- 1904 — Paul Chaudet, político suíço (m. 1977).
- 1905 — Astrid da Suécia (m. 1935).
- 1906
  - Soichiro Honda, engenheiro e industrial japonês (m. 1991).
  - Betty Bronson, atriz estadunidense (m. 1971).
- 1908 — Eduard Frühwirth, futebolista e treinador de futebol austríaco (m. 1973).
- 1910 — Rachel de Queiroz, escritora brasileira (m. 2003).
- 1913 — Christiane Desroches Noblecourt, egiptóloga francesa (m. 2011).
- 1914 — Eelco van Kleffens, diplomata e político neerlandês (m. 1983).
- 1917 — Abrahão de Moraes, físico e astrônomo brasileiro (m. 1970).
- 1920
  - Camillo Felgen, cantor e compositor luxemburguês (m. 2005).
  - Jean Starobinski, historiador, crítico literário e ensaísta suíço (m. 2019).
- 1921 — Albert Bertelsen, pintor dinamarquês (m. 2019).
- 1922 — Stanley Cohen, fisiologista estadunidense (m. 2020).
- 1923 — Aristides Pereira, político cabo-verdiano (m. 2011).
- 1925
  - Rock Hudson, ator estadunidense (m. 1985).
  - Charles Mackerras, maestro australiano (m. 2010).
  - Curt Lowens, ator alemão-estadunidense (m. 2017).
- 1926 — Virgílio Marques Mendes, futebolista português (m. 2009).
- 1927
  - Nelson Dantas, ator brasileiro (m. 2006).
  - Lynn Stalmaster, diretor de elenco norte-americano (m. 2021).
- 1928
  - Arman (Armand Pierre Fernández), pintor e escultor franco-americano (m. 2005).
  - Amata Kabua, político marshallino (m. 1996).
  - Aníbal Quijano, sociólogo peruano (m. 2018).
- 1929 — Jimmy Reece, automobilista estadunidense (m. 1958).
- 1930
  - Ham Heung-chul, futebolista e treinador de futebol sul-coreano (m. 2000).
  - Bob Mathias, ator, político e atleta norte-americano (m. 2006).
- 1931 — Pierre Nora, historiador francês (m. 2025).
- 1933 — Roger Leloup, roteirista e desenhista belga.
- 1934 — Jim Inhofe, político e militar estadunidense (m. 2024).
- 1935 — Toni Sailer, esquiador e ator austríaco (m. 2009).
- 1938
  - Gordon Lightfoot, cantor, compositor e guitarrista canadense (m. 2023).
  - Nayef Hawatmeh, político palestino.
  - Calisto Tanzi, empresário italiano (m. 2022).
- 1939 — Chris Craft, automobilista britânico (m. 2021).
- 1940 — Luke Kelly, músico irlandês (m. 1984).
- 1942
  - Catherine Cesnik, religiosa estadunidense (m. 1969).
  - Martin Scorsese, diretor de cinema estadunidense.
  - Derek Clayton, ex-maratonista australiano.
  - Kang Kek Iev, político e criminoso de guerra cambojano (m. 2020).
- 1944
  - Danny DeVito, ator estadunidense.
  - Lorne Michaels, apresentador, roteirista e produtor cinematográfico canadense.
  - Gene Clark, cantor e compositor norte-americano (m. 1991).
  - Rem Koolhaas, arquiteto neerlandês.
- 1945
  - Roland Joffé, cineasta franco-britânico.
  - Damien Magee, ex-automobilista britânico.
- 1946
  - Petra Burka, ex-patinadora artística canadense.
  - Terry Branstad, político, militar e jurista estadunidense.
  - Mantantu Kidumu, ex-futebolista congolês.
  - Martin Barre, guitarrista britânico.
- 1948 — Jaime Huélamo, ciclista espanhol (m. 2014).
- 1949
  - Michael Wenden, ex-nadador australiano.
  - Nguyễn Tấn Dũng, político vietnamita.
  - José Graziano da Silva, agrônomo e político brasileiro.
  - Jon Avnet, diretor, produtor de cinema e roteirista estadunidense.
- 1950 — Roland Matthes, nadador alemão (m. 2019).

#### 1951–2000
- 1951
  - Dean Paul Martin, músico, ator e tenista estadunidense (m. 1987).
  - Stephen Root, ator estadunidense.
- 1952 — Roman Ogaza, futebolista polonês (m. 2006).
- 1953 — Vítor Oliveira, futebolista e treinador de futebol português (m. 2020).
- 1954 — Jonathan Moffett, baterista norte-americano.
- 1957 — Dani Levy, cineasta, ator e encenador suíço.
- 1958
  - Mary Elizabeth Mastrantonio, atriz estadunidense.
  - Frank van Hattum, ex-futebolista neozelandês.
- 1959
  - Thomas Allofs, ex-futebolista alemão.
  - Terry Fenwick, ex-futebolista e treinador de futebol britânico.
- 1960
  - Jonathan Ross, apresentador e ator britânico.
  - RuPaul, drag queen, ator e músico norte-americano.
  - Takashi Tezuka, designer, diretor e produtor de jogos japonês.
- 1961 — Wolfram Wuttke, futebolista alemão (m. 2015).
- 1963 — Dylan Walsh, ator estadunidense.
- 1964
  - Krzysztof Warzycha, ex-futebolista, treinador de futebol e político polonês.
  - Marina Cherkasova, ex-patinadora artística russa.
- 1966
  - Jeff Buckley, músico e cantor estadunidense (m. 1997).
  - Sophie Marceau, atriz francesa.
  - Daisy Fuentes, modelo e atriz cubana.
  - Subkhiddin Mohd Salleh, ex-árbitro de futebol malaio.
  - Nuno Gomes Nabiam, político e engenheiro guineense.
  - Ana Luiza Guimarães, jornalista brasileira.
- 1967
  - Domenico Schiattarella, ex-automobilista italiano.
  - Mons Ivar Mjelde, ex-futebolista norueguês.
- 1968
  - Robin Li, empresário chinês.
  - Alberto Urdiales, ex-handebolista espanhol.
- 1969 — Jean-Michel Saive, ex-mesa-tenista belga.
- 1970 — Paul Allender, guitarrista e compositor britânico.
- 1971
  - Michael Adams, enxadrista britânico.
  - Malu Galli, atriz brasileira.
- 1972
  - Đovani Roso, ex-futebolista croata.
  - Titi Camara, ex-futebolista e treinador de futebol guineano.
  - Kimya Dawson, musicista estadunidense.
  - Leonard Roberts, ator estadunidense.
- 1973
  - Alexei Urmanov, ex-patinador artístico russo.
  - Auri Dias Faustino, ex-futebolista brasileiro.
  - Bernd Schneider, ex-futebolista alemão.
- 1974
  - Leslie Bibb, atriz e modelo estadunidense.
  - Berto Romero, ator espanhol.
- 1975 — Geraldo Piquet, automobilista brasileiro.
- 1976
  - Jacqueline Aguilera Marcano, modelo venezuelana.
  - Diane Neal, atriz estadunidense.
- 1977
  - Jairo Castillo, ex-futebolista colombiano.
  - Max de Castro, cantor, compositor, instrumentista e produtor musical brasileiro.
- 1978
  - Kurtis Roberts, motociclista estadunidense.
  - Rachel McAdams, atriz canadense.
  - Zoë Bell, atriz neozelandesa.
  - Leandro Guerreiro, ex-futebolista brasileiro.
  - Jorge Wagner, ex-futebolista brasileiro.
  - Tom Ellis, ator britânico.
- 1979
  - Mikel Astarloza, ex-ciclista espanhol.
  - Meiko Satomura, ex-lutadora japonesa.
- 1980
  - Aranha, ex-futebolista brasileiro.
  - Isaac Hanson, músico estadunidense.
- 1981 — Sarah Harding, cantora e atriz britânica (m. 2021).
- 1982
  - Otacílio Neto, ex-futebolista brasileiro.
  - Olivia Sanchez, ex-tenista francesa.
  - Évelyne Brochu, atriz canadense.
- 1983
  - Christopher Paolini, escritor estadunidense.
  - Viva Bianca, atriz australiana.
  - Shannan Click, modelo estadunidense.
  - Carlo Sciarrone, ex-futebolista italiano.
  - Jodie Henry, nadadora australiana.
  - Harry Lloyd, ator britânico.
- 1985
  - Luis Aguiar, ex-futebolista uruguaio.
  - Bolívia, futebolista brasileiro.
  - Rafael Cardoso, ator brasileiro.
- 1986
  - Nani, futebolista português.
  - Greg Rutherford, atleta britânico.
  - Alexis Vastine, pugilista francês (m. 2015).
  - Vinícius Simon, futebolista brasileiro.
- 1987 — Gemma Spofforth, nadadora britânica.
- 1988
  - Mariana Monteiro, atriz portuguesa.
  - Beatriz García Vidagany, ex-tenista espanhola.
  - Edigeison Gomes, futebolista guineense.
  - Eric Lichaj, ex-futebolista estadunidense.
- 1989
  - Rémy Ebanega, ex-futebolista gabonês.
  - Roman Zozulya, futebolista ucraniano.
- 1990
  - Shanica Knowles, atriz estadunidense.
  - Quentin Lafargue, ciclista francês.
  - Bruno Cunha Lima, político brasileiro.
- 1991 — Gale Agbossoumonde, ex-futebolista estadunidense.
- 1992 — Damiris Dantas, basquetebolista brasileira.
- 1994
  - Raquel Castro, atriz e cantora estadunidense.
  - Jacob Barrett Laursen, futebolista dinamarquês.
- 1995
  - Elise Mertens, tenista belga.
  - Zach Barack, ator, cantor e comediante americano.
- 1996
  - Stefan de Bod, ciclista sul-africano.
  - Adriana Leal da Silva, futebolista brasileira.
- 1997 — Julian Ryerson, futebolista norueguês.
- 1998
  - Kara Hayward, atriz estadunidense.
  - Mahaveer Raghunathan, automobilista indiano.
  - Mathieu Burgaudeau, ciclista francês.
- 1999 — Kerolin, futebolista brasileira.

### Século XXI
- 2002 — Francisca Nazareth, futebolista portuguesa.
- 2003 — Luce Douady, montanhista francesa (m. 2020).
- 2004 — Linda Nosková, tenista tcheca.

## Mortes

### Anteriores ao século XIX
- 0375 — Valentiniano I, imperador romano (n. 321).
- 0474 — Leão II, imperador bizantino (n. 467).
- 0594 — Gregório de Tours, historiador galo-romano (n. 538).
- 1104 — Nicéforo Melisseno, general bizantino (n. 1045).
- 1231 — Isabel da Hungria e da Turíngia, santa católica (n. 1207).
- 1326 — Edmundo Fitzalan, 2.º Conde de Arundel (n. 1285).
- 1494 — Giovanni Pico della Mirandola, erudito, humanista e filósofo italiano (n. 1463).
- 1525 — Leonor de Avis, Rainha de Portugal (n. 1458).
- 1558
  - Maria I da Inglaterra (n. 1516).
  - Reginald Pole, arcebispo da Cantuária (n. 1500).
- 1562 — Antônio de Bourbon, nobre francês (n. 1518).
- 1592 — João III da Suécia (n. 1537).
- 1624 — Jakob Böhme, filósofo e místico alemão (n. 1575).
- 1668 — Joseph Alleine, clérigo inglês (n. 1634).
- 1708 — Ludolf Backhuysen, pintor germano-neerlandês (n. 1630).
- 1739 — Maria Amália de Brandemburgo, duquesa de Saxe-Zeitz (n. 1670).
- 1796 — Catarina II da Rússia (n. 1729).

### Século XIX
- 1822 — Joaquim Machado de Castro, escultor português (n. de 1731).
- 1852 — Carl August von Eschenmayer, filósofo e médico alemão (n. 1768).
- 1887 — Valentine Baker, militar britânico (n. 1827).

### Século XX
- 1917 — Auguste Rodin, escultor francês (n. 1840).
- 1926 — Marcia Pelham, Condessa de Yarborough (n. 1863).
- 1929 — Herman Hollerith, empresário estadunidense (n. 1860).
- 1932 — Evelyn Preer, atriz americana (n. 1896).
- 1959 — Heitor Villa-Lobos, maestro e compositor brasileiro (n. 1887).
- 1971 — Gladys Cooper, atriz britânica (n. 1888).
- 1976 — Lucia Schiavinato, missionária ítalo-brasileira (n. 1900).
- 1979 — John Glascock, baixista britânico (n. 1951).
- 1990 — Robert Hofstadter, físico estadunidense (n. 1915).
- 1995 — Benjamim de Sousa Gomes, bispo brasileiro (n. 1911).
- 1997 — Walter Moraes, jurista brasileiro (n. 1934).
- 1998 — Maurício Tragtenberg, sociólogo e educador brasileiro (n. 1929).

### Século XXI
- 2006 — Ferenc Puskás, futebolista e treinador de futebol húngaro (n. 1927).
- 2013 — Doris Lessing, escritora britânica (n. 1919).
- 2014
  - Patrick Suppes, filósofo e matemático estaduniense (n. 1922).
  - Anthímio de Azevedo, meteorologista português (n. 1926).
- 2015 — Luiz de Carvalho, pastor, compositor e empresário brasileiro (n. 1925).
- 2019 — Tuka Rocha, automobilista brasileiro (n. 1982).
- 2022 — Aleksandr Gorshkov, patinador artístico russo (n. 1946).

## Feriados e eventos cíclicos

### Eventos astronômicos
- Leónidas (chuva de meteoros)

### Internacional
- Dia Internacional dos Estudantes
- Dia Internacional do Não-fumante
- Dia Internacional de Sensibilização para a Prematuridade

### Brasil
- Dia Mundial de Combate ao Câncer de Próstata, data que deu origem ao movimento Novembro Azul e teve início em 2003, na Austrália, com o objetivo de chamar a atenção para a prevenção e o diagnóstico precoce das doenças que atingem a população masculina
- Dia da Criatividade
- Dia nacional de combate à Tuberculose
- Emancipação do município de Paranhos no Mato Grosso do Sul
- Tratado de Petrópolis, Feriado Estadual no Acre
- Aniversário do município de Bálsamo, estado de São Paulo

### Cristianismo
- Acisclo
- Aniano de Orleães
- Genádio de Constantinopla
- Gregório de Tours
- Gregório Taumaturgo
- Hilda de Whitby
- Isabel da Hungria
- Papa Hilário

## Outros calendários
- No calendário romano era o 15.º (XV) dia antes das calendas de dezembro.
- No calendário litúrgico tem a letra dominical F para o dia da semana.
- No calendário gregoriano a epacta do dia é v.